# UTC-03:00

UTC-03:00 là một múi giờ được sử dụng nhiều ở phía tây Nam Mỹ và được Brazil sử dụng là giờ chính thức.

## Các khu vực dùng múi giờ UTC−3

### Có một múi giờ và không có giờ tiết kiệm ánh sáng ngày
- Argentina, Suriname

### Có một múi giờ và cógiờ tiết kiệm ánh sáng ngày
- Uruguay**

### Các quốc gia có nhiều múi giờ
- Brasil - giờ chính thức
  - Alagoas,
  - Amapá,
  - Bahia (không có dùng giờ tiết kiệm ánh sáng ngày từ 2003),
  - Ceará,
  - Distrito Federal**,
  - Espírito Santo**,
  - Goiás**,
  - Maranhão,
  - Minas Gerais**,
  - Pará (miền đông),
  - Paraíba,
  - Paraná**,
  - Pernambuco,
  - Piauí,
  - Rio de Janeiro**,
  - Rio Grande do Norte,
  - Rio Grande do Sul**,
  - Santa Catarina**,
  - São Paulo**,
  - Sergipe,
  - Tocantins
- Greenland—Kalaallit Nunaat
  - duyên hải phía nam và duyên hải tây nam* (áp dụng quy định Giờ tiết kiệm ánh sáng ngày của Liên minh châu Âu)
- Pháp
  - Guyane thuộc Pháp
  - Saint-Pierre và Miquelon*